# Total TV
Total TV – marka telewizji satelitarnej funkcjonująca w krajach byłej Jugosławii, stanowiąca część United Group. Usługa Total TV znajduje się w ofercie operatorów Telemach w Czarnogórze, Słowenii oraz Bośni i Hercegowinie, a także w ofercie SBB (Serbia Broadband). Platformę Total TV oferuje również macedońskie przedsiębiorstwo “Total TV” d.o.o. Chorwacka odsłona Total TV została sprzedana firmie Totalna televizija d.o.o., należącej do holdingu V-Investment Holdings B.V.